# Singoli al numero uno nella Billboard Hot 100 nel 1991
La Billboard Hot 100 è la classifica dei singoli più venduti negli Stati Uniti d'America redatta dal magazine Billboard.

## HOT 100

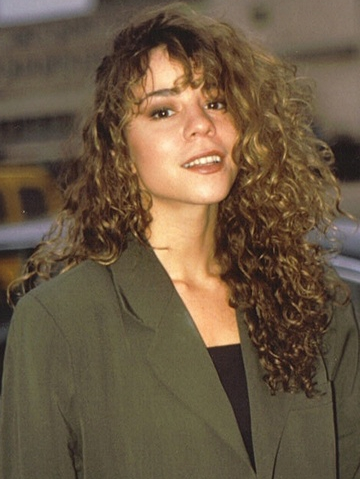
Mariah Carey piazzò tre suoi diversi singoli al primo posto nel 1991.

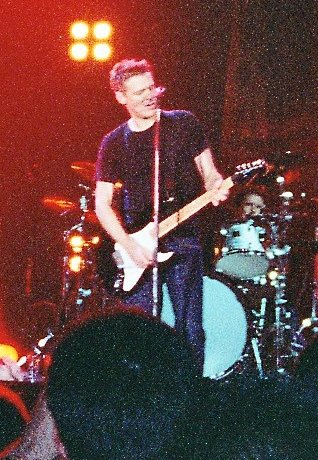
Bryan Adams trascorse sette settimane consecutive al primo posto con (Everything I Do) I Do It for You.

| La canzone contrassegnata con lo sfondo giallo si è aggiudicata il titolo di singolo #1 nella classifica cumulativa di fine anno del 1991 di Billboard. |

| Data di pubblicazione | Canzone                                      | Artista                                                    | Fonte         |
| --------------------- | -------------------------------------------- | ---------------------------------------------------------- | ------------- |
| 5 gennaio             | "Justify My Love"                            | Madonna                                                    | [ 1 ] [ 2 ]   |
| 12 gennaio            | "Justify My Love"                            | Madonna                                                    | [ 3 ] [ 4 ]   |
| 19 gennaio            | "Love Will Never Do (Without You)"           | Janet Jackson                                              | [ 5 ] [ 6 ]   |
| 26 gennaio            | "The First Time"                             | Surface                                                    | [ 7 ] [ 8 ]   |
| 2 febbraio            | "The First Time"                             | Surface                                                    | [ 9 ] [ 10 ]  |
| 9 febbraio            | "Gonna Make You Sweat (Everybody Dance Now)" | C+C Music Factory featuring Freedom Williams               | [ 11 ] [ 12 ] |
| 16 febbraio           | "Gonna Make You Sweat (Everybody Dance Now)" | C+C Music Factory featuring Freedom Williams               | [ 13 ] [ 14 ] |
| 23 febbraio           | "All the Man That I Need"                    | Whitney Houston                                            | [ 15 ] [ 16 ] |
| 2 marzo               | "All the Man That I Need"                    | Whitney Houston                                            | [ 17 ] [ 18 ] |
| 9 marzo               | "Someday"                                    | Mariah Carey                                               | [ 19 ] [ 20 ] |
| 16 marzo              | "Someday"                                    | Mariah Carey                                               | [ 21 ] [ 22 ] |
| 23 marzo              | "One More Try"                               | Timmy T                                                    | [ 23 ] [ 24 ] |
| 30 marzo              | "Coming Out of the Dark"                     | Gloria Estefan                                             | [ 25 ] [ 26 ] |
| 6 aprile              | "Coming Out of the Dark"                     | Gloria Estefan                                             | [ 27 ] [ 28 ] |
| 13 aprile             | "I've Been Thinking About You"               | Londonbeat                                                 | [ 29 ] [ 30 ] |
| 20 aprile             | "You're in Love"                             | Wilson Phillips                                            | [ 30 ] [ 31 ] |
| 27 aprile             | "Baby Baby"                                  | Amy Grant                                                  | [ 32 ]        |
| 4 maggio              | "Baby Baby"                                  | Amy Grant                                                  | [ 33 ]        |
| 11 maggio             | "Joyride"                                    | Roxette                                                    | [ 34 ]        |
| 18 maggio             | "I Like the Way (The Kissing Game)"          | Hi-Five                                                    | [ 35 ]        |
| 25 maggio             | "I Don't Wanna Cry"                          | Mariah Carey                                               | [ 36 ]        |
| 1 giugno              | "I Don't Wanna Cry"                          | Mariah Carey                                               | [ 37 ]        |
| 8 giugno              | "More Than Words"                            | Extreme                                                    | [ 38 ]        |
| 15 giugno             | "Rush Rush"                                  | Paula Abdul                                                | [ 39 ]        |
| 22 giugno             | "Rush Rush"                                  | Paula Abdul                                                | [ 40 ]        |
| 29 giugno             | "Rush Rush"                                  | Paula Abdul                                                | [ 41 ]        |
| 6 luglio              | "Rush Rush"                                  | Paula Abdul                                                | [ 42 ]        |
| 13 luglio             | "Rush Rush"                                  | Paula Abdul                                                | [ 43 ]        |
| 20 luglio             | "Unbelievable"                               | EMF                                                        | [ 44 ]        |
| 27 luglio             | "(Everything I Do) I Do It for You"          | Bryan Adams                                                | [ 45 ]        |
| 3 agosto              | "(Everything I Do) I Do It for You"          | Bryan Adams                                                | [ 46 ]        |
| 10 agosto             | "(Everything I Do) I Do It for You"          | Bryan Adams                                                | [ 47 ]        |
| 17 agosto             | "(Everything I Do) I Do It for You"          | Bryan Adams                                                | [ 48 ]        |
| 24 agosto             | "(Everything I Do) I Do It for You"          | Bryan Adams                                                | [ 49 ]        |
| 31 agosto             | "(Everything I Do) I Do It for You"          | Bryan Adams                                                | [ 50 ]        |
| 7 settembre           | "(Everything I Do) I Do It for You"          | Bryan Adams                                                | [ 51 ]        |
| 14 settembre          | "The Promise of a New Day"                   | Paula Abdul                                                | [ 52 ]        |
| 21 settembre          | "I Adore Mi Amor"                            | Color Me Badd                                              | [ 53 ]        |
| 28 settembre          | "I Adore Mi Amor"                            | Color Me Badd                                              | [ 54 ]        |
| 5 ottobre             | "Good Vibrations"                            | Marky Mark and the Funky Bunch featuring Loleatta Holloway | [ 55 ]        |
| 12 ottobre            | "Emotions"                                   | Mariah Carey                                               | [ 56 ]        |
| 19 ottobre            | "Emotions"                                   | Mariah Carey                                               | [ 57 ]        |
| 26 ottobre            | "Emotions"                                   | Mariah Carey                                               | [ 58 ]        |
| 2 novembre            | "Romantic"                                   | Karyn White                                                | [ 59 ]        |
| 9 novembre            | "Cream"                                      | Prince and the New Power Generation                        | [ 60 ]        |
| 16 novembre           | "Cream"                                      | Prince and the New Power Generation                        | [ 61 ]        |
| 23 novembre           | "When a Man Loves a Woman"                   | Michael Bolton                                             | [ 62 ]        |
| 30 novembre           | "Set Adrift on Memory Bliss"                 | P.M. Dawn                                                  | [ 63 ]        |
| 7 dicembre            | "Black or White"                             | Michael Jackson                                            | [ 64 ]        |
| 14 dicembre           | "Black or White"                             | Michael Jackson                                            | [ 65 ]        |
| 24 dicembre           | "Black or White"                             | Michael Jackson                                            | [ 66 ]        |
| 28 dicembre           | "Black or White"                             | Michael Jackson                                            | [ 67 ]        |